# Ланкастер (селище, Нью-Йорк)
Ланкастер (англ. Lancaster) — селище (англ. village) в США, в окрузі Ері штату Нью-Йорк. Населення — 10 027 осіб (2020).

## Географія
Ланкастер розташований за координатами 42°54′2″ пн. ш. 78°40′7″ зх. д. / 42.90056° пн. ш. 78.66861° зх. д. (42.900571, -78.668662).  За даними Бюро перепису населення США в 2010 році селище мало площу 7,07 км², з яких 6,99 км² — суходіл та 0,09 км² — водойми.

## Демографія
Згідно з переписом 2010 року, у селищі мешкали 10 352 особи в 4551 домогосподарстві у складі 2696 родин. Густота населення становила 1463 особи/км².  Було 4808 помешкань (680/км²).
Расовий склад населення:
| - 97,4 % — білих - 0,7 % — чорних або афроамериканців - 0,3 % — корінних американців - 0,2 % — азіатів |

До двох чи більше рас належало 1,1 %. Частка іспаномовних становила 1,4 % від усіх жителів.
За віковим діапазоном населення розподілялося таким чином: 20,2 % — особи молодші 18 років, 63,3 % — особи у віці 18—64 років, 16,5 % — особи у віці 65 років та старші. Медіана віку мешканця становила 41,4 року. На 100 осіб жіночої статі у селищі припадало 91,5 чоловіків;  на 100 жінок у віці від 18 років та старших — 88,3 чоловіків також старших 18 років.
Середній дохід на одне домашнє господарство  становив 63 523 долари США (медіана — 49 991), а середній дохід на одну сім'ю — 74 629 доларів (медіана — 63 578). Медіана доходів становила 44 205 доларів для чоловіків та 40 346 доларів для жінок. За межею бідності перебувало 7,4 % осіб, у тому числі 10,7 % дітей у віці до 18 років та 5,1 % осіб у віці 65 років та старших.
Цивільне працевлаштоване населення становило 5454 особи. Основні галузі зайнятості: освіта, охорона здоров'я та соціальна допомога — 23,1 %, виробництво — 15,6 %, роздрібна торгівля — 13,5 %.